# لیتل ویلبراهم
لیتل ویلبراهم (به انگلیسی: Little Wilbraham) یک محله مدنی و روستا در بریتانیا است که در کمبریج‌شر جنوبی واقع شده‌است. لیتل ویلبراهم ۴۲۵ نفر جمعیت دارد.